# Armoiries du Svalbard
Le blason du Svalbard est composé d'un fond d'azur, d'une carte de l'archipel, d'une couleur azur clair, et surmonté de son nom : "SVALBARD", écrit en blanc. Sur le nom des îles, on peut voir la partie de la Terre dans laquelle se situe l'Océan Glacial Arctique, l'endroit où se situent les îles. 
Dans la partie supérieure, on peut lire le mot "SYSSELMANNEN" qui signifie “Gouverneur du Svalbard”.